# Fred Quimby
Frederick C. "Fred" Quimby (Minneapolis, Minnesota, USA, 1886. július 31. – Santa Monica, Kalifornia, USA, 1965. szeptember 16.) nyolcszoros Oscar-díjas amerikai filmproducer, legismertebb munkái a Tom és Jerry-rajzfilmek a Metro-Goldwyn-Mayer stúdiónál, amivel hét Oscar-díjat nyert. Emellett ő volt Tex Avery, William Hanna és Joseph Barbera MGM-es munkáinak producere.

## Élete
Quimby Minneapolisban született, kezdetben újságíró volt. 1907-ben filmszínházat menedzselt Missoulában, Montanában. Később a Pathéban dolgozott, ahol az igazgatósági tanácsig küzdötte fel magát, majd 1921-ben kilépett, és független producer lett. A 20th Century Foxhoz került 1924-ben, majd továbbált az MGM-hez 1927-ben, ahol a rövidfilmes részleg elnöke lett. 1937-ben részlege kibővült egy animációs részleggel.
1939-ben William Hanna és Joseph Barbera előjött egy rajzfilmsorozat ötletével, amiben egy macska-egér páros szerepelne. Quimby akceptálta az ötletet, s a végeredmény a Puss Gets The Boot című rövidfilm lett, amit Oscarra jelöltek. Mint producer, Quimby gyakorta szerepelt az Oscarra jelöltek közt a Tom és Jerry sorozat kapcsán, és neve meglehetősen ismert lett köszönhetően kiemelt helyének a stáblistán. Ettől függetlenül Quimby kapcsolata animátoraival nem volt a legzökkenőmentesebb:
...sajnálatos módon rajzfilmproducerként [neki] nem volt semmi humorérzéke... Semmit nem tudott az animációról és a rajzfilmekről. Középiskolai igazgatóként tetszelgett alkalmazottai közt, s a magasabb bérekért küzdők mozgalmát hamar megtörte.
Quimby 1955-ben visszavonult az MGM-tól, így Hanna és Barbera lett a stúdió vezetője. Maga a stúdió nem sokkal később, 1957-ben bezárt. Quimby a kaliforniai Santa Monicában halt meg 1965-ben.

## Oscar-díjak
- Animációs rövidfilmek Oscar-díja (Győztes) 1940: The Milky Way - Producer
- Animációs rövidfilmek Oscar-díja (Jelölt) 1941: The Night Before Christmas - Producer
- Animációs rövidfilmek Oscar-díja (Jelölt) 1941: The Rookie Bear - Producer
- Animációs rövidfilmek Oscar-díja (Jelölt) 1942: The Blitz Wolf - Producer
- Animációs rövidfilmek Oscar-díja (Győztes) 1943: The Yankee Doodle Mouse - Producer
- Animációs rövidfilmek Oscar-díja (Győztes) 1944: Mouse Trouble - Producer
- Animációs rövidfilmek Oscar-díja (Győztes) 1945: Quiet Please! - Producer
- Animációs rövidfilmek Oscar-díja (Győztes) 1946: Zongorakoncert - Producer
- Animációs rövidfilmek Oscar-díja (Jelölt) 1947: Dr. Jekyll and Mr. Mouse - Producer
- Animációs rövidfilmek Oscar-díja (Győztes) 1948: The Little Orphan - Producer
- Animációs rövidfilmek Oscar-díja (Jelölt) 1949: Hatch Up Your Troubles - Producer
- Animációs rövidfilmek Oscar-díja (Jelölt) 1950: Jerry's Cousin - Producer
- Animációs rövidfilmek Oscar-díja (Győztes) 1951: The Two Mouseketeers - Producer
- Animációs rövidfilmek Oscar-díja (Győztes) 1952: Johann Mouse - Producer
- Animációs rövidfilmek Oscar-díja (Jelölt) 1952: Little Johnny Jet - Producer
- Animációs rövidfilmek Oscar-díja (Jelölt) 1954: Touché, Pussy Cat! - Producer
- Animációs rövidfilmek Oscar-díja (Jelölt) 1955: Good Will to Men - Producer (William Hannával és Joseph Barberával)